# Niceto Pérez
Niceto Pérez ist ein Municipio im Südosten Kubas und gehört zur Provinz Guantánamo. Das administrative Zentrum ist die Ortschaft La Yaya.

## Geografie
Das Municipio Niceto Pérez hat eine Gesamtfläche von 632,64 km². Es besitzt im Süden einen schmalen Zugang zur Karibik bzw. dem Atlantischen Ozean. Die Provinz Santiago de Cuba bildet die östliche Grenze. Das Municipio El Salvador schließt sich im Norden an, die Provinzhauptstadt Guantánamo im Nordosten und im Südosten das Municipio Caimanera.

## Verkehr
Niceto Pérez wird von der gut ausgebauten und größten Landstraße Kubas, der Carretera Central im Norden durchquert. Sie ermöglicht der Gemeinde eine gute Anbindung an die Provinzhauptstadt Guantánamo und die für Individualreisende interessante Stadt Baracoa.

## Persönlichkeiten
- Idalmis Bonne (* 1971 in Niceto Pérez), Leichtathletin, Sprinterin